# El Sermón de la montaña de Nuestro Señor
El sermón de la montaña de nuestro Señor (originalmente De sermone Domini in monte) es un libro escrito por el santo cristiano Agustín de Hipona en 393.
El libro es un comentario sobre el discurso de Jesús conocido como el Sermón de la Montaña, presentado en el Evangelio de Mateo. Capítulos 5-7.  Agustín consideraba este discurso "una norma perfecta de la vida cristiana".
Agustín escribió el libro en dos volúmenes. En el primer volumen estudia el capítulo 5 y se pregunta: "¿Es humanamente posible poner en práctica las Bienaventuranzas?". En el segundo volumen estudia los capítulos 6 y 7, y ofrece una teología condensada de la oración.